# Dennis Keiffer
Dennis Keiffer (ur. 13 listopada 1967) – amerykański aktor filmowy i telewizyjny, kaskader, były mistrz kick-boxingu K.I.C.K. w super wadze średniej.
Widzom najbardziej znany z roli Baraki w sequelu Mortal Kombat 2: Unicestwienie (1997). Zagrał również w przeboju kinowym Batman i Robin (1997) oraz w serialu Z Archiwum X. Wystąpił w licznych filmach akcji.

## Filmografia

### Filmy
- 1993: Współczesny gladiator jako gladiator
- 1997: Mortal Kombat 2: Unicestwienie jako Baraka
- 1997: Batman i Robin jako lodowy bandyta
- 2003: Witajcie w dżungli jako Naylor
- 2007: Wyrok śmierci jako Jamie
- 2011: The Green Hornet 3D jako członek gangu Chudnofsky'ego
- 2018: Nie otwieraj oczu jako Marauder
- 2018: Rozpruci na śmierć jako Junior

### Seriale TV
- 1998: Kameleon jako zbir
- 2000: Nash Bridges jako John Getman
- 2001: V.I.P. jako cienisty charakter
- 2001: Agentka o stu twarzach jako Ferroq
- 2002: Power Rangers Wild Force jako Brick
- 2005: CSI: Kryminalne zagadki Nowego Jorku jako Skinhead
- 2005: CSI: Kryminalne zagadki Miami jako więzień
- 2006: Las Vegas jako Henchman
- 2007: Lincoln Heights jako Skinhea
- 2007: The Shield: Świat glin jako Anioł
- 2009: Synowie Anarchii jako Izzy
- 2013: Hawaii Five-0 jako łysy więzień
- 2016: Scorpion jako Gavin
- 2016: Ray Donovan jako rosyjski zabójca
- 2016: Zabójcza broń jako członek gangu
- 2017: Scorpion jako rowerzysta
- 2018: Hawaii Five-0 jako Yuri Petrov
- 2018: Dorwać małego – kaskader
- 2019: Niebezpieczny Henryk jako Bizzy
- 2019: Detektyw jako rowerzysta